# Gravina di Laterza
A Gravina di Laterza egy folyó Olaszország Puglia régiójában. Az azonos nevű szurdokvölgyben (olasz nyelven gravina) folyik, mely átlagosan 200 m mély és 500 m széles. A folyó a Matine Santèramo síkságon ered, átszeli a Puglia és Basilicata régiók között fekvő karsztfennsíkot és a Lama di Laterza folyóba torkollik. A szurdokvölgy nyugati peremén épült fel Laterza óvárosa.